# Grupo 5 (FIA)

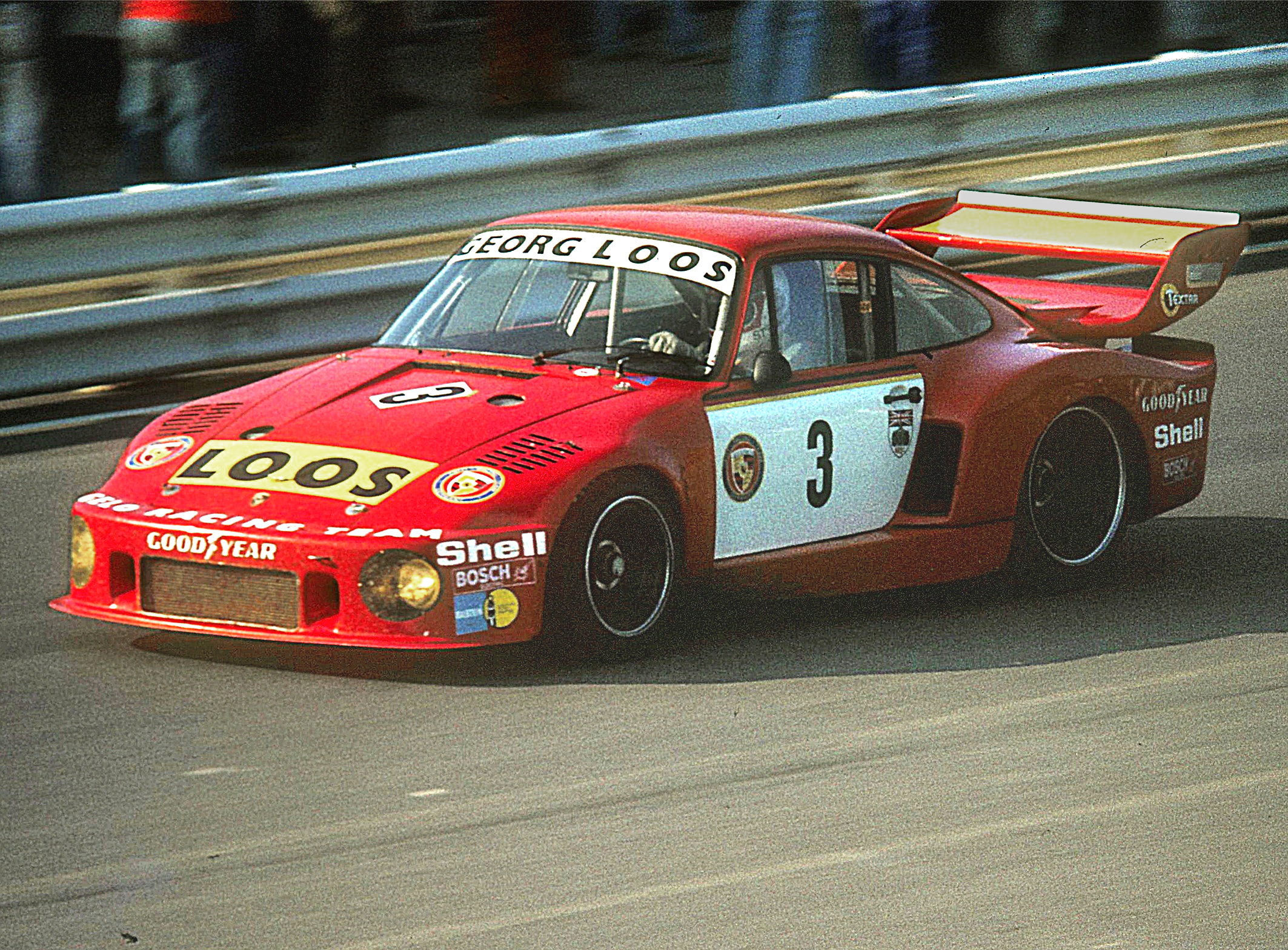
Porsche 935 de 1977 com Rolf Stommelen na corrida de 1000 km em Nürburgring.

Grupo 5 é uma designação atribuída pela Federação Internacional do Automóvel (FIA) no seu International Sporting Code (ISC), que denota os automóveis de turismo especiais não necessariamente produzidos em série.
O Grupo 5 foi substituído pelo Grupo B em 1983.[carece de fontes?]

## Ligações Externas
- FIA - ISC - 2014 (em inglês)